# Dave's Picks, Vol. 7: Horton Field House, Illinois State, Normal, IL 4/24/78
Dave's Picks, Vol. 7: Horton Field House, Illinois State, Normal, IL 4/24/78 es el séptimo álbum en vivo de Dave's Picks, serie de lanzamientos en vivo de la banda estadounidense Grateful Dead. Fue publicado el 1 de agosto de 2013 a través del sello discográfico Rhino.

## Recepción de la crítica
Fred Thomas de AllMusic declaró: “Dave's Picks, la serie de archivo que continúa donde lo dejó el aparentemente inagotable Dick's Picks, captura la actuación en un total de más de dos horas de grabaciones. La banda está de un humor especialmente divertido en esta fecha, lanzando citas de «Stayin' Alive» de los Bee Gees (después de todo, este era el apogeo de la era disco) y permitiéndose un interludio de percusión de celebración en forma de un interludio de más de 14 minutos de «Rhythm Devils»".

## Lista de canciones
Todas las canciones escritas y compuestas por Jerry García y Robert Hunter, excepto donde esta anotado. 
| Disco uno |                               |                            |          |  |
| N.º       | Título                        | Escritor(es)               | Duración |  |
| 1.        | «Promised Land»               | Chuck Berry                | 5:14     |  |
| 2.        | «Ramble on Rose»              |                            | 8:07     |  |
| 3.        | «Me and My Uncle»             | John Phillips              | 3:10     |  |
| 4.        | «Big River»                   | Johnny Cash                | 6:21     |  |
| 5.        | «Friend of the Devil»         |                            | 9:33     |  |
| 6.        | «Cassidy»                     | John Perry Barlow Bob Weir | 5:38     |  |
| 7.        | «Brown-Eyed Women»            |                            | 5:57     |  |
| 8.        | «Passenger»                   | Phil Lesh Peter Monk       | 5:45     |  |
| 9.        | «It Must Have Been the Roses» |                            | 8:07     |  |
| 10.       | «The Music Never Stopped»     | Barlow Weir                | 8:51     |  |

| Disco dos |                        |                           |          |  |
| N.º       | Título                 | Escritor(es)              | Duración |  |
| 1.        | «Scarlet Begonias»     |                           | 12:55    |  |
| 2.        | «Fire on the Mountain» | Mickey Hart Hunter        | 11:08    |  |
| 3.        | «Good Lovin'»          | Rudy Clark Arthur Resnick | 7:06     |  |

| Disco tres |                        |                                           |          |  |
| N.º        | Título                 | Escritor(es)                              | Duración |  |
| 1.         | «Terrapin Station»     |                                           | 10:51    |  |
| 2.         | «Rhythm Devils»        | Hart Bill Kreutzmann                      | 13:53    |  |
| 3.         | «Space»                | Garcia Keith Godchaux Lesh Weir           | 6:41     |  |
| 4.         | «Not Fade Away»        | Charles Hardin Norman Petty               | 11:19    |  |
| 5.         | «Black Peter»          |                                           | 11:47    |  |
| 6.         | «Around and Around»    | Berry                                     | 9:11     |  |
| 7.         | «Werewolves of London» | LeRoy Marinell Waddy Wachtel Warren Zevon | 7:46     |  |

## Posicionamiento
| Gráfica (2013)                             | Pico de posición |
| ------------------------------------------ | ---------------- |
| Estados Unidos (Billboard 200)             | 26               |
| Estados Unidos (Billboard Top Album Sales) | 26               |
| Estados Unidos (Billboard Top Rock Albums) | 3                |